# 茨城県道211号高岡藤代線

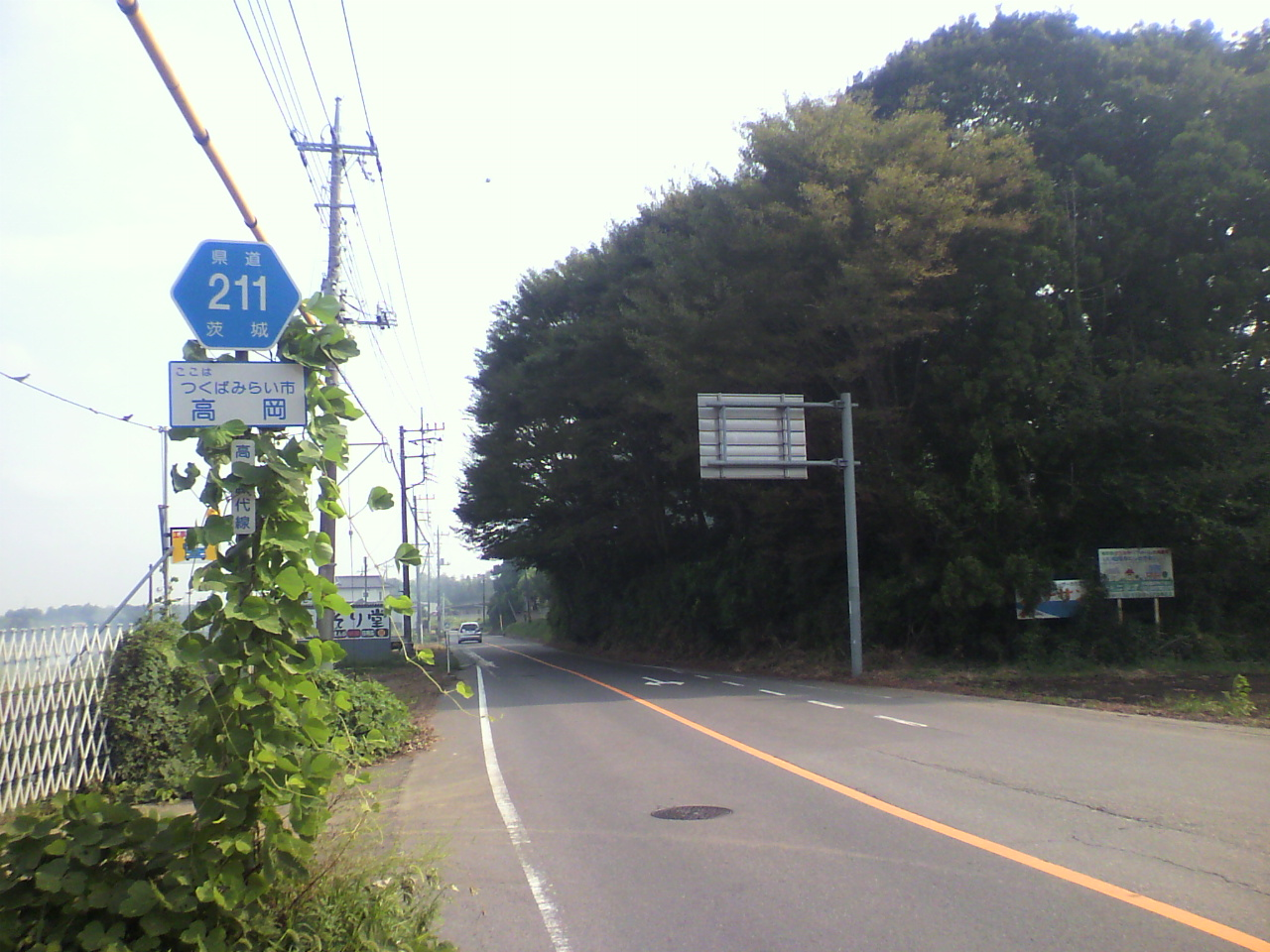
起点付近（つくばみらい市高岡）

茨城県道211号高岡藤代線（いばらきけんどう211ごう たかおかふじしろせん）は、茨城県つくばみらい市高岡から取手市までを結ぶ一般県道である。

## 概要
- 起点：茨城県つくばみらい市高岡（茨城県道3号つくば野田線交点）[1]
- 終点：茨城県取手市浜田（茨城県道210号谷田部藤代線交点）[1]
- 総延長：13.529 km[2]
- 重用延長：4.606 km[2]
- 未供用延長：なし[2]
- 実延長：8.923 km[2]
- 自動車交通不能区間延長[注釈 1]：なし[2]

## 歴史
1959年（昭和34年）10月14日、新たな県道として筑波郡伊奈村（現、つくばみらい市）大字高岡を起点とし、北相馬郡藤代町（現、取手市）を終点とする区間を本路線とする県道高岡藤代線として茨城県が県道路線認定した。
1995年（平成7年）に整理番号211となり現在に至る。

### 年表
- 1920年（大正9年）4月1日：現在の路線の前身である水海道竜ヶ崎線、谷田部取手線が路線認定される[3]。
- 1959年（昭和34年）10月14日
  - 現在の路線が路線認定される（図面対照番号222）[4]。
  - 道路の区域は、筑波郡伊奈村大字高岡の県道谷田部守谷線（現在の県道つくば野田線にあたる）分岐から北相馬郡藤代町大字浜田の県道谷田部藤代線交点までと決定する[1]。
- 1964年（昭和39年）7月3日：車両制限令第5条1項[注釈 2]に基づく指定（路線対象番号222 高岡藤代線：谷田部守谷線分岐点 - 国道6号線交点）を受ける[5]。
- 1995年（平成7年）3月30日：整理番号278から現在の番号（整理番号211）に変更される[6]。
- 1998年（平成10年）3月9日：筑波郡伊奈町足高から北相馬郡藤代町浜田（藤代紫水高付近）までバイパス新設（1.13 km）する道路区域が決定する[7]。
- 2000年（平成12年）
  - 1月31日：伊奈町大字狸穴 - 大字南太田のバイパス道路の一部（3.13km）を新設する道路区域が決定する[8]。
  - 4月20日：筑波郡伊奈町大字板橋（東板橋交差点） - 大字南太田（ワープステーション江戸付近）のバイパス道路（約1.8km）を暫定2車線にて供用開始[9]。
- 2023年（令和5年）3月30日：つくばみらい市板橋 - つくばみらい市福原の区間のうち、延長329 mの区域を編入[10]。

## 路線状況
道路法の規定に基づき、以下の区間は緊急輸送道路として機能を維持するため、災害発生時の被害拡大防止を目的に道路用地内に新たに電柱を建てることが制限されている。
- （株）飯田商事運輸 高岡倉庫 - つくばみらい市高岡（県道取手つくば線交差）[11]

### 重複区間
- 茨城県道19号取手つくば線（つくばみらい市高岡 - 同市福原：約4.6km）
- 茨城県道19号取手つくば線（つくばみらい市狸穴 - 同市南太田：約1.8km）※バイパス

### 道路施設
- 新橋（前原排水路、つくばみらい市伊丹）
- 出口橋（古通用水路、取手市浜田）

## 地理

### 通過する自治体
- つくばみらい市 - 取手市

### 交差する道路
- 茨城県道3号つくば野田線（起点）
- 茨城県道19号取手つくば線（つくばみらい市高岡、同市福原、つくばみらい市南太田）
- 茨城県道46号野田牛久線（つくばみらい市南太田）
- 茨城県道210号谷田部藤代線（終点）

### 近隣の施設
- ワープステーション江戸（つくばみらい市南太田）